# Pagurus excavatus
Pagurus excavatus is een tienpotigensoort uit de familie van de Paguridae. De wetenschappelijke naam van de soort is voor het eerst geldig gepubliceerd in 1791 door Herbst.